# Deroceras gavdosensis
Deroceras gavdosensis is een slakkensoort uit de familie van de Agriolimacidae. De wetenschappelijke naam van de soort is voor het eerst geldig gepubliceerd in 1994 door Wiktor, Vardinoyannis & Mylonas.